# Melanagromyza minimoides
Melanagromyza minimoides är en tvåvingeart som beskrevs av Spencer 1966. Melanagromyza minimoides ingår i släktet Melanagromyza och familjen minerarflugor. Inga underarter finns listade i Catalogue of Life.